# San José del Palmar
San José del Palmar – miasto w Kolumbii, w departamencie Chocó.